# Petra Cuevas Rodríguez
Petra Cuevas Rodríguez (Orgaz, Toledo, 19 d'agost de 1908 - Collado Mediano, Madrid, 24 de febrer de 2014) va ser una militant del PCE, cosidora i brodadora de professió. Durant la Guerra Civil va ser secretària general del Sindicat de l'Agulla, pertanyent a la Unió General de Treballadors (UGT). Va patir la repressió franquista.

## Biografia

### Primers anys
Nascuda a Orgaz, als dotze anys va emigrar amb la família a Madrid, on el seu pare havia trobat feina a la Unió Elèctrica Madrilenya. Des de molt jove, va començar a treballar com a aprenenta de modista, encara que després va preferir ser brodadora. Va estar empleada a La Brodadora Espanyola i després en un taller anomenat La Cripa.
Cap al 1931, amb l'arribada de la República, va militar activament al Sindicat de l'Agulla de la UGT, del qual va ser elegida secretària general al febrer de 1936; també va ser militant del PCE.

### Guerra civil
Les dones del Sindicat de l'agulla es van organitzar en diferents barris de Madrid per cosir roba per als soldats de l'Exèrcit Popular de la República.
Al febrer de 1939, abans del Cop de Casado, Petra Cuevas va ser membre de l'últim Comitè Provincial del PCE. Les integrants femenines d'aquell comitè eren: Pilar Bueno Ibáñez, Dolores Ibárruri, Concha Velasco, Aurora Rodríguez, Paula Cediel, María Blázquez, Teresa Ramos, Marcelina Gómez i Julia Valverde.

### Postguerra i repressió
Després de la derrota del bàndol republicà, va romandre amagada a Madrid. El seu germà havia marxat a França amb La retirada. La violenta pressió que va rebre la família, va fer que Petra es lliurés a la policia.
El setembre de 1939, va ser interrogada als calabossos de la Dirección General de la Seguridad de Puerta del Sol i sotmesa a tot tipus de vexacions i tortures, especialment corrents elèctriques.
| « | A mí me las pusieron con todo el voltaje, o sea, un enchufe cualquiera, me ataron a los cables y ya está. El médico cuando me iba a curar les dijo un día que llegó uno de los que me las había puesto: "Esto es criminal". Yo juraría que el que me las puso fue Carlos Arias Navarro. Recuerdo que llegó un señor cuando me estaban interrogando y dijo: "Mira, yo he venido a ver cómo hacéis hablar delante de este retrato" -naturalmente, el de Franco-, y dijo uno de ellos: "Pero esta zorra no habla". "Verás cómo habla". Cogió un cable, lo enchufó y me lo ató. | » |

Finalment va ser traslladada a la presó de Ventas, on va rebre la notícia de la mort del seu germà Julian a París, durant la Batalla de França. Cuevas va sortir en llibertat al cap de pocs mesos, però va tornar a ser detinguda el 25 de setembre de 1942,  jutjada i condemnada a dotze anys de reclusió; va ser jutjada en el mateix Consell de Guerra (causa 109539) que va condemnar a mort Heriberto Quiñones.
Durant el breu període de llibertat, va quedar encinta. En descobrir-se el seu embaràs, va ser traslladada al mòdul maternal de Sant Isidre, depenent de la mateixa presó de Ventas. Allà, el 14 d'abril de 1943, va néixer la seva filla, que va morir el 17 d'octubre d'aquell mateix any per les pèssimes condicions de salubritat i alimentació. El seu part va ser atès per Trinidad Gallego.
L'1 d'agost de 1946, va ser enviada durant nou mesos a la Presó de Calataiud i després va començar un periple per la Presó de Predicadors de Saragossa, la presó de Larrínaga de Bilbao i la presó d'Amorebieta, on va romandre fins que la presó va ser clausurada. Finalment, va acabar de complir la condemna a l'Antiga presó de Segòvia i el gener de 1948 va sortir en llibertat.
Va intentar refer a seva vida a Madrid, subsistint amb el seu ofici de brodadora-cosidora i 1964 es va casar amb un amic del seu germà, de cognom Garrido, del qual va enviudar el 1971.

### Després de la mort de Franco
Incorporada a l'activitat política, després de la legalització del PCE i Comissions Obreres (CCOO), Petra Cuevas va participar en la creació del Sindicat de Pensionistes i Jubilats i en les primeres accions reivindicatives dels represaliats pel Franquisme. Va ser capdavantera de l'Agrupació del districte de Tetuán (Madrid), va participar en la campanya contra l'OTAN i durant el seu últim període actiu, en la Junta directiva de la Llar de la Tercera Edat. Amb norant-un anys, per causa de l'enderrocament de casa seva, es va traslladar amb la seva néta a Collado Mediano.
Va morir el 26 de febrer de 2014.

## Memòria històrica
El seu testimoniatge va formar part del llibre publicat per Tomasa Cuevas en el qual va recollir diversos testimoniatges de les dones que van patir les presons del franquisme.

## Cites
«Si lluites pots perdre. Si no lluites estàs perduda.»
«El dia 28 de març [de 1939] vaig tirar a la claveguera la clau del local perquè no estava disposada a lliurar-la a ningú. Em vaig dir: "si volen entrar que despanyin porta", i em vaig posar a plorar.»